# 錢正昊
錢正昊（2001年1月5日—），上海市人，中國大陆男歌手，亞歌文化旗下藝人。

## 经历
2014年5月，参加金鹰卡通卫视儿童歌唱节目《中国新声代2》，成为尚雯婕班级学员。
2018年1月，參加愛奇藝偶像男團競演養成類真人秀《偶像練習生》，最後獲得第11名。2018年8月发行个人首张EP《My Art 0.5》。12月，被伯克利音樂學院提前錄取。2019年2月，以全民举荐踢馆歌手身份参加湖南卫视音乐竞技节目《歌手2019》，在踢馆预选赛中不敌专家推荐踢馆歌手声入人心男团而未获正式踢馆资格。5月参加爱奇艺明星唱作人原创作品竞演节目《我是唱作人》，与常石磊、郝云、金志文、白安、白举纲等人同台竞技，凭借优异表现成功进入总决赛。8月发行个人首张全原创专辑第一篇章《黄色甲壳虫·瞳》。

## 音樂作品

### 單曲
| 日期          | 歌曲                       | 備註                                      |
| 2015年3月16日 | 《孩子與媽媽》             | 收录于合辑《太阳少年中国校园歌曲 第三辑》 |
| 2016年12月    | 《問題少年》               | 動畫片《哈喽！葡星人》片尾曲              |
| 2018年6月13日 | 《每当想起你》             | 电影《墨多多谜境冒险》主题曲              |
| 2019年1月5日  | 《由我》                   | 钱正昊的个人成年单曲                      |
| 2019年3月14日 | 《羞答答的玫瑰靜悄悄的開》 | 白色情人節發行 致敬經典                   |
| 2019年4月7日  | 《神秘嘉賓》               | 網易雲青春重置計劃                        |
| 2019年6月23日 | 《我们在夏枝繁茂时再见》   | 献给毕业季                                |
| 2019年8月4日  | 《一生所向》               | 电视剧《小欢喜》青春主题曲                |

### EP
| #   | 專輯資料                                                                         | 曲目                                               |
| --- | -------------------------------------------------------------------------------- | -------------------------------------------------- |
| 1st | 《MY ART 0.5》 - 發行日期：2018年8月18日 - 語言：華語、英語 - 發行公司：亚歌文化 | 1. 獨特存在 2. Tonight 3. 觸摸未來 (Rise) 4. Alive |

### 专辑
| #   | 專輯資料                                                                                       | 曲目 |
| --- | ---------------------------------------------------------------------------------------------- | --- |
| 1st | 《黄色甲壳虫·瞳》 - 發行日期：2019年8月18日 - 語言：華語、英語 - 發行公司：智慧大狗 x 环球唱片 | 1. 由我 2. 神秘嘉宾 3. 美鱼人 4. NoNo 5. 我们在夏枝繁茂时再见 6. 普罗米修斯 7. Melatonin(褪黑素） 8. 一生所向 |

## 影視及综藝作品
- 2014年5月： 《中國新生代第二季》
- 2014年9月： 《宝贝大赢家》
- 2015年1月： 《音乐优等生第二季》
- 2015年8月： 《宝贝大赢家》
- 2018年1月： 《偶像练习生》
- 2019年2月： 《歌手2019》
- 2019年5月:  《我是唱作人》
- 2020年7月:  《未知的餐桌》

## 參賽表現

### 中國新生代第二季
| 日期          | 集數   | 節目內容                                                  |
| 2014年5月31日 | 第一集 | 在節目中首次出場，演唱曲目《Angel》，並加入到尚雯婕的班级 |
| 2014年6月14日 | 第三集 | 演唱曲目《有梦好甜蜜》                                    |
| 2014年7月12日 | 第七集 | 演唱曲目《读书郎》                                        |
| 2014年8月2日  | 第十集 | 演唱曲目《梨花又开放》                                    |

### 偶像練習生
| 日期          | 集數     | 節目內容                                                                                              |
| 2018年1月19日 | 第一集   | 在節目中首次出場，初始自我評價為等級B                                                                 |
| 2018年1月26日 | 第二集   | 初登場表演，表演曲目《City of stars》，受到李榮浩的高度讚賞，獲得等級B                                |
| 2018年2月2日  | 第三集   | 主題曲《EIEI》考核，因唱跳表現都嚴重失常，再評定成績下降至等級F                                       |
| 2018年2月9日  | 第四集   | 組合對抗考核，表演《PPAP》，在B組擔任VOCAL，在表演現場獲得32票                                        |
| 2018年2月16日 | 第五集   | 第一輪排名儀式，以1,442,197票獲得第17名                                                               |
| 2018年2月23日 | 第六集   | 位置評價考核，選擇VOCAL位置並選唱《小半》歌曲                                                         |
| 2018年3月2日  | 第七集   | 位置評價考核，與凍壞你們隊伍組員一起演唱《小半》，在表演現場獲得229票                                 |
| 2018年3月9日  | 第八集   | 第二輪排名儀式，以2,329,402票獲得第26名                                                               |
| 2018年3月16日 | 第九集   | 主題考核，與果然扭秧歌的樂華隊伍組員一起表演《DREAM》，在表演現場獲得8票                              |
| 2018年3月23日 | 第十集   | 第三輪排名儀式，以2,575,146票獲得第10名                                                               |
| 2018年3月30日 | 第十一集 | 導師合作賽，與胖！螳螂！隊伍組員和歐陽靖合作，一起表演《Zero》                                        |
| 2018年4月6日  | 第十二集 | 總決賽，表演《Mack Daddy》，擔任RAP，並與20強最後一起演唱《Forever》，節目最終以6,802,290票獲得第11名 |

### 歌手2019
| 日期          | 节目集数     | 参演曲目         | 备注                       |
| 2019年2月15日 | 第三季第六期 | 《Feeling Good》 | 与声入人心队伍进行踢馆赛PK |
| 2019年2月15日 | 第三季第六期 | 《由我》         | 踢馆赛PK失败，返场演唱     |

### 我是唱作人
| 日期          | 原创歌曲               | 节目期数               |
| 2019年5月17日 | 《普罗米修斯》         | 《我是唱作人》第六期   |
| 2019年5月24日 | 《还不知道》           | 《我是唱作人》第七期   |
| 2019年5月31日 | 《NoNo》               | 《我是唱作人》第八期   |
| 2019年6月7日  | 《不是故意》           | 《我是唱作人》第九期   |
| 2019年6月14日 | 《楚门》               | 《我是唱作人》第十期   |
| 2019年6月28日 | 《Melatonin(褪黑素）》 | 《我是唱作人》第十二期 |

## 外部連結
- 錢正昊的新浪微博
- 錢正昊的Instagram帳戶